# Шаров, Александр Израилевич
Алекса́ндр Изра́илевич Шаро́в (имя при рождении Шер (Ше́ра) Изра́илевич Ню́ренберг, 25 апреля (8 мая) 1909, Киев — 13 февраля 1984, Москва) — русский советский писатель-фантаст, детский прозаик, журналист, военный корреспондент.

## Биография
Родился в семье профессиональных революционеров — журналиста Израиля Исааковича Нюрнберга и журналиста и юриста Фанни Ефимовны Нюриной. Племянник историка-экономиста Д. А. Петровского и его жены — суфражистки и сотрудника Коминтерна Р. М. Коэн. До 1918 года вместе со старшим братом жил у дедушки и бабушки — крупного купца Исаака Ушеровича Ниренберга (владел доходным домом на Махновской улице и был членом попечительского комитета городской Еврейской больницы) и Перл Ниренберг в Бердичеве. Во время еврейского погрома в 1918 году бабушка закрыла собой внука и была зарублена погромщиками, после чего тот был перевезён тётей к родителям в Москву.
Окончил Московскую опытно-экспериментальную школу-коммуну имени П. Н. Лепешинского, в 1932 году — биологический факультет Московского государственного университета по специальности генетика. Был принят в аспирантуру Николая Кольцова, но ушёл в журналистику. Начал печататься в 1928 году. Работал специальным корреспондентом отдела науки газеты «Известия», специальным корреспондентом газеты «Правда».
До 1937 года публиковался под именем «Ш. Нюренберг», затем под псевдонимом «Александр Шаров».
В феврале—июне 1937 года принимал участие в трансарктическом перелёте по маршруту Москва — Уэлен — Москва на самолёте «СССР-Н-120» в качестве специального корреспондента газеты «Правда». В экипаж, помимо Шарова, входили: первый пилот Фабио Фарих, второй пилот Владимир Пацынко, штурман Александр Штепенко, первый бортмеханик Михаил Чагин, второй бортмеханик В. А. Демидов, помощник начальника политотдела Главсевморпути А. Г. Басс, оператор Союзкинохроники Евгений Ефимов (кадры которого впоследствии вошли в фильм «Над Арктикой», 1937 год, режиссёр Фёдор Киселёв). По итогам перелёта был награждён орденом «Знак Почёта».
В 1941 году пошёл добровольцем в пехотный полк, впоследствии был прикомандирован в качестве военного корреспондента к танковому корпусу под командованием Ивана Бойко, затем работал в газете «За честь Родины». В 1945—1947 годах служил в оккупационных войсках в Вене. Был награждён орденом Отечественной войны первой степени, орденом Красной Звезды, медалью «За боевые заслуги».
В 1942 году вступил в Союз писателей СССР, в 1943 году — в ВКП(б).
В 1947—1949 годах работал в редакции журнала «Огонёк». В 1954—1957 годах регулярно публиковался в разделе «Дневник писателя» журнала «Новый мир». Много работал с Никой Гольц.
Похоронен на Переделкинском кладбище в Москве.

## Семья
- Первая жена — архитектор и писатель Наталия Всеволодовна Лойко (1908—1987, её второй муж — писатель А. А. Бек); дочь — Нина (1930—2024), сын — экономист Михаил Бек (1940—2018)[11][12].
- Вторая жена — физик и писатель Анна Михайловна Ливанова (настоящая фамилия Лившиц, 1917—2001, её первый муж — физик М. Е. Жаботинский); сын — писатель Владимир Шаров.
- Брат — Александр Ниточкин (1905—1980), специалист в области холодильных установок, лауреат Государственной премии СССР, соавтор монографии «Холодильный транспорт» (1960); его сын — издатель Сергей Ниточкин[13][14], дочь — переводчик Елена Суриц.
- Двоюродные братья — генерал-майор интендантской службы Ефраим Хаимович Липец и доктор геолого-минералогических наук Алексей Давидович Петровский.

## Творчество
В начале творческого пути писал научно-популярные произведения о труде учёных. В 1950-е много писал для детей, например, ставшие очень популярными сказки «Кукушонок», «Мальчик-одуванчик и три ключика» (экранизирована: «Одуванчик», 1975, режиссёр Юрий Клепацкий, автор сценария Александр Шаров), «Человек-горошина и Простак» (экранизирована: «Правитель Турропуто», 1988, режиссёр Ольга Розовская). В 1960-е писал фантастические рассказы и повести, например, «После перезаписи», «Остров Пирроу», «Редкие рукописи». Написал историю литературной сказки — «Волшебники приходят к людям».

## Публикации

### В журналах и сборниках

#### Рассказы, сказки
- Шаров А. И. Трансарктика // Смена  / илл. П. Клеттенберг. — 1937. — № 8. — С. 16—19.
- Шаров А. И. Нарисованный человек // Смена  / илл. М. Храпковской. — 1939. — № 2. — С. 15.
- Шаров А. И. Друзья гуляют по городу // Солдаты родины. — Москва: Государственное издательство Детской литературы Министерства просвещения РСФСР, 1954.
- Шаров А. И. Друзья мои коммунары // Юность. — 1955. — № 6.
- Шаров А. И. Друзья мои коммунары (Из рассказов Алексея Лыня) // Москва. — 1957. — № 8. — С. 7—19.
- Шаров А. И. Первое сражение // Наш современник. — 1956. — № 4. — С. 4—106.
- Шаров А. И. В полёте // Огонёк  / илл. Г. Епишин. — 1957. — № 50. — С. 9—10.
- Шаров А. И. В развалинах // Юность. — 1958. — № 2. — С. 19—23.
- Шаров А. И. Ручей старого бобра // Юность  / илл. П. Пинкисевич. — 1958. — № 9. — С. 13—47.
- Шаров А. И. Ночью // Огонёк  / илл. А. Лурье. — 1958. — № 22. — С. 17—18.
- Шаров А. И. В начале жизни (отрывок из романа «Я с этой улицы») // Пути в незнаемое. Писатели рассказывают о науке. — Москва: Советский писатель, 1962. — Т. 2. — С. 321—368.
- Шаров А. И. Лёнька // Москва. — 1964. — № 4. — С. 136—145.
- Шаров А. И. Остров Пирроу, история его кратковременного возвеличения и падения, составленная магистром историко-географических наук и членом-соревнователем Пирроуской Академии Фридрихом-Иоганном Таубергом // Фантастика. — 1965. — № 2. — С. 258—299.
- Шаров А. И. После перезаписи. Фантасмагория // Альманах научной фантастики. — Москва: Знание, 1966. — Т. 4. — С. 307—365.
- Шаров А. И. Редкие рукописи. Рассказы // Альманах научной фантастики. — Москва: Знание, 1966. — Т. 5. — С. 214—265.
  - Иллюзония, или Королевство кочек. Первая рукопись (с. 216—236). — Музей восковых фигур, или Некоторые события из жизни Карла Фридриха Питониуса до, во время и после путешествия в карете времени. Вторая рукопись (с. 237—265).
- Шаров А. И. Из рассказов о детстве // Новый мир. — 1967. — № 12. — С. 6—21.
- Шаров А. И. О некоторых происшествиях реальных и почти фантастических. Записки музейного работника // Юность. — 1968. — № 1. — С. 90—98.
- Шаров А. И. Два рассказа // Юность  / илл. Л. Корсаков. — 1969. — № 1. — С. 13—18.
  - Распятый (с. 13—16). — В мороз (с. 16—18).
- Шаров А. И. Загадка рукописи №700. Из записок коллекционера // Альманах научной фантастики. — Москва: Знание, 1970. — Т. 9. — С. 79—96.
- Шаров А. И. Кукушонок, принц с нашего двора // Пионер  / илл. И. Галанин. — 1970. — № 11—12. — С. 38—43, 32—36.
- Шаров А. И. Кукушонок, принц с нашего двора // Волшебные краски. — Москва: Московский рабочий, 1978. — С. 281—308.
- Шаров А. И. Кукушонок, принц с нашего двора // Каникулы в стране сказок. — Ленинград: Лениздат, 1991. — С. 373—394.
- Шаров А. И. Кукушонок, принц с нашего двора // Каникулы в стране сказок. — Ленинград: Лениздат, 1992. — С. 373—394.
- Шаров А. И. Кукушонок, принц с нашего двора // Каникулы в стране сказок. — Москва: Дрофа, 1992. — С. 373—394.
- Шаров А. И. Кукушонок, принц с нашего двора // Сказочные повести. — Москва: ТПО «Интерфейс», 1994. — Т. 7. — С. 327—370.
- Шаров А. И. Кукушонок, принц с нашего двора // Гак и Буртик в стране бездельников. — Москва: Рипол-классик, ТПО «Интерфейс», 1997. — С. 327—371.
- Шаров А. И. Кукушонок, принц с нашего двора // О гномах и сиротке Марысе. — Москва: Эксмо-Пресс, 2002. — С. 285—379.
- Шаров А. И. Тридцать три злоключения и одно чудо // Пионер  / илл. И. Урманче. — 1971. — № 10. — С. 33—40.
- Шаров А. И. Рыжая девочка с зеленым бантом // Пионер  / илл. И. Урманче. — 1977. — № 2. — С. 41—45.

#### Эссе
- Шаров А. И., Мацкин А. Ростовские записи. О злодеяниях фашистов в оккупированном Ростове-на-Дону // Знамя. — 1942. — № 1—2.
- Шаров А. И., Мацкин А. Гитлеровские колонизаторы на Украине // Знамя. — 1942. — № 7.
- Шаров А. И. О путешественниках с крыльями и без крыльев, с лапами и без лап // Мурзилка  / илл. М. Бутрова. — 1947. — № 9. — С. 22—23.
- Шаров А. И. В трудных условиях военного времени // Год тридцать третий. — Москва: Литературная газета, 1950. — Т. 4.
- Шаров А. И. Сквозь века. Путевые заметки // Пути в незнаемое. Писатели рассказывают о науке. — Москва: Советский писатель, 1960. — Т. 1. — С. 114—144.
- Шаров А. И. Жизнь, насильно разъятая // Формулы и образы. Спор о научной теме в художественной литературе. — Москва: Советский писатель, 1961. — С. 105—115.
- Шаров А. И. Языки окружающего мира... Заметки на педагогические темы // Новый мир. — 1964. — № 4. — С. 139—156.
- Шаров А. И. Модель или сама наука? // Вопросы литературы. — 1964. — № 8. — С. 58—165.
- Шаров А. И. Писатели о своей работе // Техника — молодёжи. — 1964. — № 9. — С. 35.
- Шаров А. И. Взрослые и страна детства. Раздумья о воспитании трудных детей // Новый мир. — 1965. — № 10. — С. 130—151.
- Шаров А. И. Януш Корчак и наши дети. О польском писателе, педагоге и детском враче // Новый мир. — 1966. — № 10. — С. 152—179.
- Шаров А. И. Мужеством героев спасенный город // Репортаж с фронтов войны. 1941—1945. — Москва: Государственное издательство политической литературы, 1970.
- Шаров А. И. Сквозь череду поколений // Пути в незнаемое. Писатели рассказывают о науке. — Москва: Советский писатель, 1972. — Т. 9. — С. 159—210.
- Шаров А. И. Сказки Галины Демыкиной. Предисловие // Дом на сосне. — Москва: Детская литература, 1983. — С. 3—9.
- Шаров А. И. В трудных условиях // Слово об Урале. — Челябинск: Южно-Уральское книжное издательство, 1984. — С. 214—228.
- Шаров А. И. «Тот будет небу другом...» // Пути в незнаемое. Писатели рассказывают о науке. — Москва: Советский писатель, 1986. — Т. 19. — С. 503—524.
- Шаров А. И. Слово // Пути в незнаемое. Писатели рассказывают о науке. — Москва: Советский писатель, 1987. — Т. 20. — С. 736—767.

### Отдельные издания

#### Романы
- Шаров А. И. Я с этой улицы / илл. Ф. Д. Константинов. — Москва: Советский писатель, 1962. — 416 с. — 30 000 экз.
- Шаров А. И. Я с этой улицы / илл. А. Е. Голяховская. — Москва: Советский писатель, 1964. — 416 с. — 100 000 экз.
- Шаров А. И. Смерть и воскрешение А. М. Бутова (Происшествие на Новом кладбище). — Москва: ArsisBooks, 2014. — 204 с. — 3000 экз. — ISBN 978-5-904155-32-2.

#### Повести, рассказы
- Нюренберг Ш. И. Отступление тундры / ред. В. И. Эдельштейн, авт. обл. Н. Жуков. — Москва — Ленинград: Детиздат, 1936. — 30 с. — (Библиотека юного колхозника). — 100 000 экз.
- Шаров А. И., Мацкин А. П. Ростовские записки. — Москва: Госполитиздат, 1942. — 36 с.
- Шаров А. И. Большая любовь. Рассказы. — Москва: Советский писатель, 1942. — 88 с.
- Шаров А. И. Батальон Бориса Ивановича / илл. В. Баюскин. — Москва — Ленинград: Детгиз, 1945. — 120 с. — 30 000 экз.
- Шаров А. И. Жизнь побеждает / илл. В. Ермолов. — Москва — Ленинград: Детгиз, 1950. — 160 с. — 30 000 экз.
  - ***. Две науки (с. 3—4). — Шаров А. И. Жизнь побеждает (с. 5—155). — Туманский В. Послесловие (с. 156—157).
- Шаров А. И. Жизнь побеждает. — Москва: Советский писатель, 1951. — 224 с. — 30 000 экз.
- Шаров А. И. Жизнь побеждает / илл. В. Ермолов. — Москва — Ленинград: Детгиз, 1953. — 192 с. — (Школьная библиотека). — 50 000 экз.
- Шаров А. И. Жизнь побеждает. — Москва: Советский писатель, 1953. — 240 с. — 75 000 экз.
- Шаров А. И. Против смерти. Повести о борцах с болезнями / илл. К. Кащеев. — Москва — Ленинград: Молодая гвардия, 1957. — 408 с. — 90 000 экз.
  - Жизнь побеждает. — Первое сражение.
- Шаров А. И. Против смерти. Повести о борцах с болезнями / илл. К. Кащеев. — Минск: Госиздат БССР, 1962. — 404 с. — 100 000 экз.
  - Жизнь побеждает. — Первое сражение.
- Шаров А. И. Первое сражение. Повесть о вирусологах / илл. К. Кащеев. — Москва: Молодая гвардия, 1963. — 256 с. — 65 000 экз.
- Шаров А. И. Рассказы. — Москва: Правда, 1951. — 40 с. — (Библиотека «Огонек», № 38). — 150 000 экз.
  - Легостаев принимает командование. — Господин Штуммель. — Дело Волларда.
- Шаров А. И. Посылка. Рассказы / илл. Б. Винокуров. — Москва — Ленинград: Детгиз, 1953. — 48 с. — 100 000 экз.
  - Посылка (с. 3—14). — Черепаха (с. 15—46).
- Шаров А. И. Остров Платона Королева. Повесть и рассказы / илл. К. Кащеев. — Москва — Ленинград: Детгиз, 1953. — 96 с. — 30 000 экз.
  - Остров Платона Королева. — Черепаха. — Посылка.
- Шаров А. И. Путешествие продолжается. Повесть и рассказы / илл. Л. Котляров. — Москва: Советский писатель, 1954. — 312 с. — 30 000 экз.
  - Путешествие продолжается (с. 3—164). — Рассказы о венских встречах: Господин Штуммель (с. 165—175), — Дело Волларда (с. 176—191), — Художник (с. 192—206), — Гудок (с. 207—219), — Второй кандидат (с. 220—228), — Двадцать восьмой (с. 229—248), — Друзья гуляют по городу (с. 249—270). — Два рассказа: Легостаев принимает командование (с. 271—294), — Севка, Савка и Ромка (с. 295—310).
- Шаров А. И. Севка, Савка и Ромка. Рассказы / авт. обложки и титула Д. Бисти. — Москва: Детгиз, 1955. — 96 с. — 30 000 экз.
  - С бобрами / илл. А. Шикин (с. 3—18). — Седой / илл. В. Константинов (с. 19—30). — Черепаха / илл. А. Шикин (с. 31—41). — Кузьмичевы липы / илл. С. Губницкий (с. 42—50). — Легостаев принимает командование / илл. А. Шикин (с. 51—65). — Севка, Савка и Ромка / илл. С. Губницкий (с. 66—93).
- Шаров А. И. Сверстники. Повесть и рассказы. — Москва: Советский писатель, 1956. — 260 с. — 30 000 экз.
  - Коля Крылов. — Встреча. — В одной лаборатории. — С бобрами. — Балмуков. — В те дни. — Друзья мои коммунары. — По старым дорогам. Из путевого блокнота.
- Шаров А. И. Друзья мои коммунары. Повести и рассказы. — Москва: Советский писатель, 1957. — 512 с. — 75 000 экз.
  - Друзья мои коммунары. — Путешествие продолжается. — Коля Крылов. — Севка, Савка и Ромка. — Легостаев принимает командование. — Встреча. — Балмуков. — В одной лаборатории. — Рассказы о венских встречах. — Рассказы о бобрах.
- Шаров А. И. Маленькие становятся большими (Друзья мои коммунары) / илл. И. Годин. — Москва: Детгиз, 1957. — 120 с. — 30 000 экз.
- Шаров А. И. Маленькие становятся большими (Друзья мои коммунары). Рассказы о детстве / илл. И. Годин. — Москва: Детгиз, 1958. — 160 с. — 200 000 экз.
  - От автора (с. 3—6). — Чемпион мира (с. 7—17). — Налет (с. 17—24). —С матросами (с. 24—29). — У благородных девиц (с. 29—41). — Мы в коммуне (с. 41—45). —Гипнотизер (с. 45—55). —На замерзшей планете (с. 55—60). — Клук (с. 60—66). — Новичок (с. 66—79). — Папский нунций (с. 79—87). — Сила коммуны (с. 8—102). — В пользу голодающих (с. 102—115). — «SOS» (с. 115—124). — Ошибка (с. 124—134). — Ласька (с. 134—154). — В Москве, дома… (с. 154—157).
- Шаров А. И. Ручей старого бобра. Повести и рассказы / илл. Л. Л. Ростоев. — Москва: Советский писатель, 1959. — 348 с. — 30 000 экз.
  - Ручей старого бобра (с. 3—172). — В развалинах (с. 175—197). — Ночью (с. 198—209). — В полете (с. 210—222). — Хмелев и Лида (с. 223—268). — Давние годы (Из рассказов Алексея Лыня): Летом (с. 269—282), — Спор (с. 282—295), —В диспансере (с. 295—304), —Сутки редактора (с. 304—323), — «SOS» (с. 323—334), — Ошибка (с. 334—347).
- Шаров А. И. Ручей старого бобра / илл. О. Коровин. — Москва: Детгиз, 1961. — 112 с. — (Школьная библиотека). — 80 000 экз.
- Шаров А. И. Ручей старого бобра / илл. О. Коровин. — Москва: Детская литература, 1965. — 112 с. — 75 000 экз.
- Шаров А. И. Ручей старого бобра / илл. О. Коровин. — Москва: Детская литература, 1973. — 112 с. — 100 000 экз.
- Шаров А. И. В полете. Рассказы. — Москва: Правда, 1961. — 48 с. — (Библиотека «Огонёк», № 22). — 150 000 экз.
  - В полете. — В развалинах. — Ночью. — Хмелев и Лида.
- Шаров А. И. На замёрзшей планете. Рассказы / илл. И. Годин. — Москва: Детгиз, 1963. — 64 с. — (Книга за книгой). — 300 000 экз.
  - Гипнотизер. — На замерзшей планете. — Клук. — Новичок. — Папский нунций. — Сила коммуны. — В пользу голодающих.
- Шаров А. И. Петух / илл. А. Канторов. — Москва: Детский мир, 1963. — 14 с. — 200 000 экз.
- Шаров А. И. Некоторые удивительные события из жизни Бориса Пузырькова. Рассказы и сказки / илл. Р. Вольский. — Москва: Детская литература, 1966. — 128 с. — 100 000 экз.
  - Разгон Л. Об авторе этой книги (с. 3—6). — Севка, Савка и Ромка (с. 7—41). — Седой (с. 42—57). — Черепаха (с. 58—71). — Легостаев принимает командование (с. 72—89). — Кукушка и соловей (с. 90—91). — Старик Мрамор и дедушка Пух (с. 92—95). — Петух (с. 96—101). — Некоторые удивительные события из жизни Бориса Пузырькова (с. 102—127).
- Шаров А. И. Дети и взрослые. Маленькие повести и очерки / илл. В. В. Красновский. — Москва: Советский писатель, 1966. — 278 с. — 30 000 экз.
  - Ленька. — Поездка домой. — Хмелев и Лида. — Машенька. — Языки окружающего мира… — Трудные дети.
- Шаров А. И. Приключения Ёженьки, или Рассказ о нарисованных человечках / илл. Л. Зусман. — Москва: Детская литература, 1968. — 24 с. — 300 000 экз.
- Шаров А. И. Приключения Ёженьки и других нарисованных человечков / илл. Р. Вольский. — Москва: Детская литература, 1975. — 24 с. — 150 000 экз.
- Шаров А. И. Приключения Ёженьки и других нарисованных человечков / илл. Р. Вольский. — Кишинёв: Лумина, 1976. — 80 с. — 50 000 экз.
- Шаров А. И. Приключения Ёженьки, или Сказка о нарисованных человечках / илл. А. Аземша. — Мурманск: Книжное издательство, 1989. — 20 с. — 300 000 экз.
- Шаров А. И. Дети и взрослые. Маленькие повести и очерки / илл. В. В. Красновский. — Москва: Советский писатель, 1968. — 264 с. — 100 000 экз.
  - Ленька (с. 7—28). — Поездка домой (с. 29—84). — Хмелев и Лида (с. 85—120). — Машенька (с. 121—190). — Языки окружающего мира… (с. 193—233). — Трудные дети (с. 234—264).
- Шаров А. И. Мальчик Одуванчик и три ключика. Сказки / илл. Н. Г. Гольц. — Москва: Детская литература, 1969. — 128 с. — 100 000 экз.
  - Разгон Л. О сказочнике (с. 3—4). — Мальчик Одуванчик и три ключика (с. 5—29). — Сказка о трех зеркалах (с. 30—40). — Курица, Которая Несёт Золотые Яйца (с. 41—49). — Володя и дядя Алёша (с. 50—75). — Приключения Ёженьки, или Сказка о нарисованных человечках (с. 76—91). — Кукушка и соловей (с. 92—93). — Петух (с. 94—99). — Старик Мрамор и Дедушка Пух (с. 100—103). — Некоторые удивительные события из жизни Бориса Пузырькова (с. 104—126).
- Шаров А. И. Мальчик Одуванчик и три ключика. Сказки / илл. Н. Г. Гольц. — Москва: Детская литература, 1972. — 160 с. — 100 000 экз.
  - Володя и дядя Алёша (с. 3—23). — Кукушка и соловей (с. 24—25). — Старик Мрамор и Дедушка Пух (с. 26—28). — История Цветочного Острова (с. 29—33). — Приключения Ёженьки, или Сказка о нарисованных человечках (с. 34—38). — Мать и дочь (с. 39—48). — Она не боится темноты (с. 49—51). — Мальчик Одуванчик и три ключика (с. 52—53). — Тридцать три злоключения и одно чудо (с. 54—74). — Необыкновенный мальчик и обыкновенные слова (с. 75—92). — Курица, Которая Несёт Золотые Яйца (с. 93—96). — Малыш Стрела — Победитель Океанов (с. 97—103). — Петух (с. 104—107). — Некоторые удивительные события из жизни Бориса Пузырькова (с. 140—158).
- Шаров А. И. Малыш Стрела — Победитель Океанов. Маленькие сказки / илл. В. Руденко. — Москва: Детская литература, 1971. — 32 с. — 100 000 экз.
- Шаров А. И. Малыш Стрела — Победитель Океанов. Сказки / илл. Н. Антокольская. — Москва: Детская литература, 1976. — 128 с. — 100 000 экз.
  - Малыш Стрела — победитель океанов (с. 3—5). — Мать и дочь (с. 6—8). — Умный Угорь (с. 9—10). — Петух (с. 11—14). — История Цветочного острова (с. 15—19). — Необыкновенный мальчик и обыкновенные слова (с. 20—23). — Смотритель Полюсов (с. 24—25). — Она не боится темноты (с. 26—27). — Старик Мрамор и дедушка Пух (с. 28—30). — Кукушка и соловей (с. 31). — Звездный пастух и Ниночка (с. 32—60). — Сказка о настоящих слонах (с. 61—94). — Маленький Мак и зеленое Солнце (с. 95—100). — Кукушонок, принц с нашего двора (с. 101—127).
- Шаров А. И. Повести воспоминаний / илл. А. Соколов. — Москва: Советский писатель, 1972. — 328 с. — 30 000 экз.
  - Повесть о десяти ошибках. Повесть о детстве (с. 7—144). — Взрослые и страна детства. Взрослые и страна детства (с. 147—252). — Жизнь Василия Курки. Повесть о войне (с. 255—326).
- Шаров А. И. Человек-Горошина и Простак / илл. Н. Г. Гольц. — Москва: Советская Россия, 1973. — 96 с. — 150 000 экз.
- Шаров А. И. Волшебники приходят к людям. Книга о сказке и о сказочниках / илл. Н. Г. Гольц. — Москва: Детская литература, 1974. — 304 с. — 100 000 экз.
  - Глава первая. Тайны сказки (с. 4—15). — Глава вторая. Сергей Тимофеевич Аксаков (с. 16—51). — Глава третья. Тайны сказки (с. 52—59). — Глава четвертая. Антоний Погорельский (с. 60—77). — Глава пятая. Тайны сказки (с. 78—87). — Глава шестая. Пётр Павлович Ершов (с. 88—133). — Глава седьмая. Тайны сказки (с. 134—143). — Глава восьмая. Пушкин и сказка (с. 144—187). — Глава девятая. Тайны сказки (с. 188—199). — Глава десятая. Антуан де Сент-Экзюпери (с. 200—229). — Глава одиннадцатая. Тайны сказки (с. 230—245). — Глава двенадцатая. Януш Корчак (с. 246—283). — Глава тринадцатая. Жизнь в сказке. Мигель де Сервантес Сааведра; Ганс Христиан Андерсен (с. 284—300). — В. П. Аникин. Послесловие (с. 301—302).
- Шаров А. И. Волшебники приходят к людям. Книга о сказке и о сказочниках / илл. Н. Г. Гольц. — Москва: Детская литература, 1979. — 384 с. — 100 000 экз.
  - Разгон Л. Сказочник о сказках (с.5—11). — Глава первая. Тайны сказки (с. 12—23). — Глава вторая. Сергей Тимофеевич Аксаков (с. 24—59). — Глава третья. Тайны сказки (с. 60—71). — Глава четвертая. Антоний Погорельский (с. 72—89). — Глава пятая. Тайны сказки (с. 90—99). — Глава шестая. Пётр Павлович Ершов (с. 100—145). — Глава седьмая. Тайны сказки (с.146—155). — Глава восьмая. Пушкин и сказка (с.156—199). — Глава девятая. Тайны сказки (с. 200—209). — Глава десятая. Владимир Фёдорович Одоевский (с. 210—243). — Глава одиннадцатая. Тайны сказки (с. 244—249). — Глава двенадцатая. Прекрасный и трагический мир Перро (с. 250—263). — Глава тринадцатая. Тайны сказки (с. 264—275). — Глава четырнадцатая. Антуан де Сент-Экзюпери (с. 276—305). — Глава пятнадцатая. Тайны сказки (с. 306—321). — Глава шестнадцатая. Януш Корчак (с. 322—359). — Глава семнадцатая. Жизнь в сказке. Мигель де Сервантес Сааведра. Ганс Христиан Андерсен (с. 360—379).
- Шаров А. И. Волшебники приходят к людям. Книга о сказке и о сказочниках / илл. Н. Г. Гольц. — Москва: Детская литература, 1985. — 320 с. — 100 000 экз.
  - Разгон Л. Беззаветный рыцарь детства (с. 5—10). — Глава первая. Тайны сказки (с. 11—19). — Глава вторая. Сергей Тимофеевич Аксаков (с. 20—49). — Глава третья. Тайны сказки (с. 50—59). — Глава четвертая. Антоний Погорельский (с. 60—75). — Глава пятая. Тайны сказки (с. 76—83). — Глава шестая. Пётр Павлович Ершов (с. 84—121). — Глава седьмая. Тайны сказки (с. 122—129). — Глава восьмая. Пушкин и сказка (с. 130—167). — Глава девятая. Тайны сказки (с. 168—175). — Глава десятая. Владимир Фёдорович Одоевский (с. 176—203). — Глава одиннадцатая. Тайны сказки (с. 204—209). — Глава двенадцатая. Прекрасный и трагический мир Перро (с. 210—221). — Глава тринадцатая. Тайны сказки (с. 222—231). — Глава четырнадцатая. Антуан де Сент-Экзюпери (с. 232—257). — Глава пятнадцатая. Тайны сказки (с. 258—269). Глава шестнадцатая. Януш Корчак (с. 270—301). — Глава семнадцатая. Жизнь в сказке. Мигель де Сервантес Сааведра. Ганс Христиан Андерсен (с. 302—317).
- Шаров А. И. Страна детства. Повести воспоминаний / илл. И. Л. Гуренич. — Москва: Советский писатель, 1976. — 480 с. — 100 000 экз.
  - I: Повесть о десяти ошибках (с. 7—142), — Ручей старого бобра (с. 143—242). — II: Взрослые и страна детства: Языки окружающего мира… (с. 243—270), — Взрослые и страна детства (с. 271—299), — Януш Корчак и наши дети (с. 300—344), — Записки музейного работника (с. 345—369), — Свет софитов (с. 370—386). — III: Жизнь Василия Курки (с. 387—455). — В полете (с. 456—462). — Ленька (с. 463—479).
- Шаров А. И. Повесть о десяти ошибках. Повести и рассказы / илл. М. И. Клячко. — Москва: Советский писатель, 1982. — 384 с. — 100 000 экз.
  - Повесть о десяти ошибках. — Поездка домой. — Жизнь Василия Курки. — Венские встречи. — В развалинах. — Рассказы о бобрах. — Свет софитов. — Записки музейного работника.
- Шаров А. И. Кукушонок, принц с нашего двора. Повести-сказки / илл. Н. Г. Гольц. — Москва: Детская литература, 1983. — 224 с. — 100 000 экз.
  - ***. Предисловие (с. 5). — Кукушонок, принц с нашего двора (с. 7—33). — Володя и дядя Алёша (с. 35—55). — Человек-Горошина и Простак (с. 57—139). — История Цветочного острова (с. 141—145). — Курица, которые несёт золотые яйца (с. 147—151). — Мальчик Одуванчик и три ключика (с. 153—173). — Приключения Ёженьки и других нарисованных человечков (с. 175—223).
- Шаров А. И. Окоем. Повести, воспоминания / сост. Шарова А. М., илл. Н. Г. Гольц. — Москва: Советский писатель, 1990. — 448 с. — 1 000 000 экз.
  - Повесть о десяти ошибках (с. 5—178). — Окоем (с. 179—248). — Жизнь Василия Курки (с. 251—317). — Поминки (с. 318—356). — Встречи: Из воспоминаний о Василии Гроссмане (с. 398—425), — Чичибабин Б. Несколько слов о писателе Шарове (с. 426—430). — Спивак П. Восхождение вглубь (с. 431—445).
- Шаров А. И. Остров Пирроу. Научно-фантастические рассказы и повести / илл. А. Суслов. — Москва: Дом Мещерякова, 2011. — 256 с. — 3000 экз. — ISBN 978-5-91045-255-2.
  - Быков Д. Л. Вступление. (с. 7—10). — Остров Пирроу (с. 11—62). — Редкие рукописи: Моя коллекция (с. 65—66), — Иллюзония, или Королевство кочек. Первая рукопись (с. 67—96), — Музей восковых фигур, или Некоторые события из жизни Карла Фридриха Питониуса до, во время и после путешествия в Карете времени. Вторая рукопись (с. 97—136). — Загадка рукописи № 700. Из записок коллекционера (с. 137—166). — Олимпия — Земля — Олимпия (с. 167—182). — После перезаписи. Фантасмагория (с. 183—253).

#### Пьесы
- Шаров А. И. Девочка, которая ждет (пьеса в двух действиях, репертуар Ленинградского театра юных зрителей). — Москва: ВААП-Информ, 1980. — 68 с.